# Aeródromo de Sisante
El Aeródromo de Sisante o Aeródromo Sisanteño fue un campo de aviación del Ejército Republicano, situado al sureste de la Villa de Sisante, en el autóctono paraje de «La Hoya». La creación y acondicionamiento de la infraestructura, comenzó al poco tiempo del inicio de la Guerra civil española, gracias a la aplicación del decreto del 13 de agosto de 1936, donde se dan las órdenes para requisar el terreno y ejecutar las obras. A los pocos meses comienza la llegada de soldados, aviones y pilotos republicanos; además se dio una jornada de puertas abiertas para mostrar al pueblo los aviones de cerca y enseñar los límites de las instalaciones, a las que no tendrán acceso los civiles.
El Aeródromo de Sisante estuvo en funcionamiento militar durante tres años, en las manos de las Fuerzas Aéreas de la República Española, nombrada en la población con su apodo popular, "La Gloriosa".

## Historia

### Los comienzos de la obra
La aplicación del Decreto de la República en el 13 de agosto de 1936, que deben cumplir todos los ayuntamientos, se inicia la obra, el acondicionamiento y habilitación de la pista de aterrizaje, en el paraje de La Hoya. En esta tarea el ayuntamiento designa a sus obradores que fueron, albañiles de la propia villa de Sisante. Al parecer la iniciativa emana de la dirección del General Miguel Núñez de Prado y sus colaboradores. Según testimonios recogidos del piloto, Jesús María Salas Larrazabal, la ubicación fue idónea y era desde el aire muy difícil, divisar los aviones, ya que, los guardaban bien camuflados entre los olivos cercanos. Finalizadas las obras en septiembre, la llegada de soldados de aviación fue inmediata.

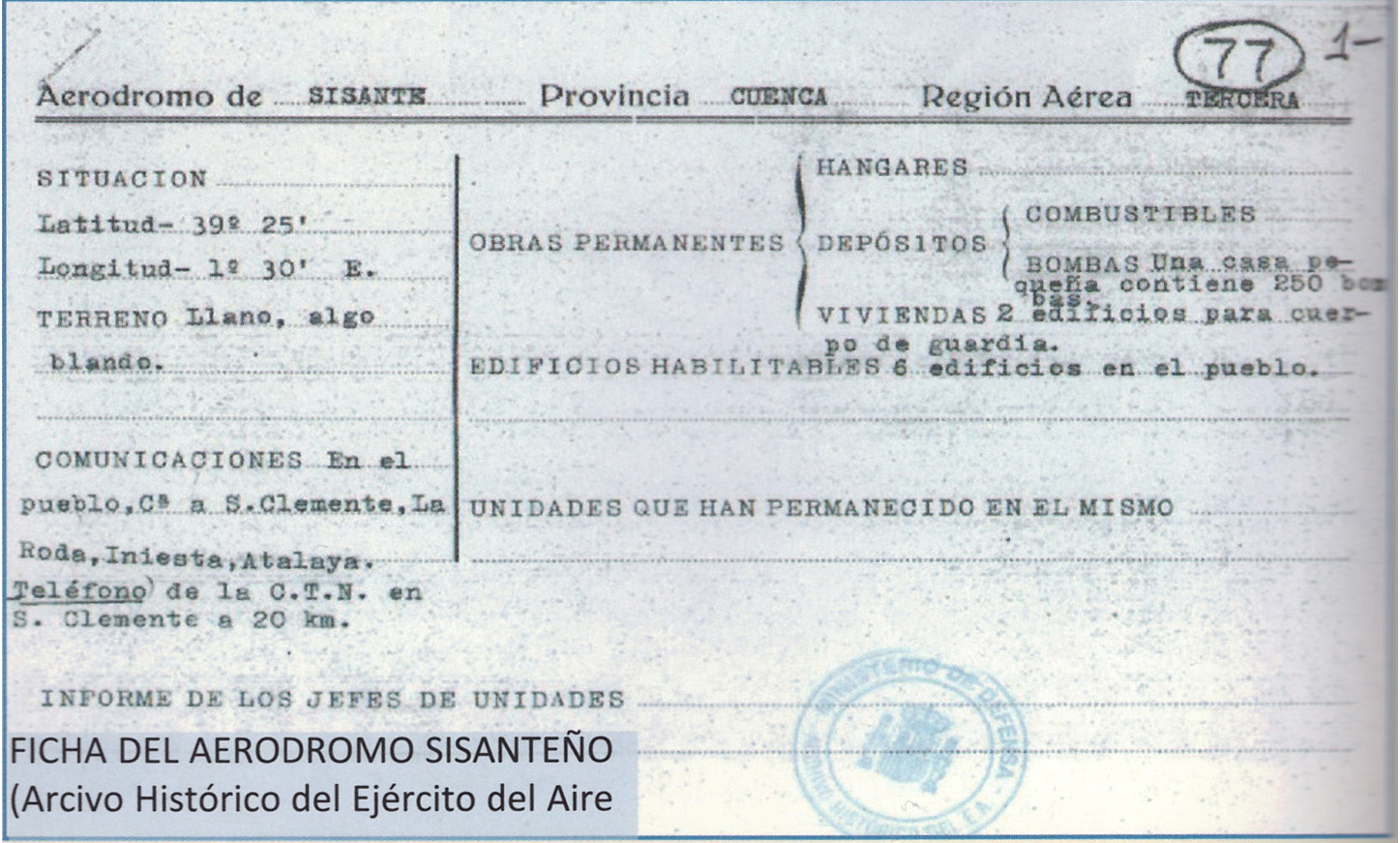

El Aeródromo de Sisante dependía de la Base Base Aérea de Albacete dando descongestión a esta y distribuyendo por diferentes lugares de la zona los aviones, además se establece con la categoría de aeródromo permanente, por lo que esta dispuestos a albergar fuerzas de combate y tener una guarnición fija de un teniente, dos sargentos, seis cabos y cincuenta soldados.
El pueblo de Sisante curioso al ver llegar los aviones a la villa, se acercaron al aeródromo, los militares entonces dejaron visitar ver y tocar los aviones, pero después de un tiempo prudencial, y habiendo satisfecho al vecindario su curiosidad, fueron invitados a abandonar el campo de aviación, además se declaró la entrada prohibida a cualquier personal no autorizado. El campo quedó en un absoluto hermetismo que rodeaba la actividad militar, motivado por la posible actuación de espías sobre las instalaciones.

### El fin de la obra y la llegada del Capitán Enrique Pereira
Antes de la finalización del Aeródromo de Sisante, el capitán don Enrique Pereira Basanta, llegaba a la villa con la orden de organizar una base permanente para su escuadrilla, el capitán no conocía la localidad de Sisante hasta ser mandado al lugar que se encuentra en un cruce de carreteras de norte a sur entre Cuenca hasta Albacete pasando por La Roda y de este a oeste entre San Clemente e Iniesta.
Las instalaciones a su aperturaro contaban con automóviles, alojamientos, locales para comer y dormir, además de lo más importante una escuadrilla de Katiuskas y la tropa permanente de 200 hombres.

El capitán Pereira a continuación fue a buscar al Alcalde de Sisante que era un Pastor de poca cultura, así que el militar se entendió mejor con su secretario, Martínez con el que siempre hubo una buena comunicación. Se formó una reunión con el comité local, en el que Pereira expuso sus necesidades para el Aeródromo: cocineros, bíberes y ayudantes del comedor para 200 hombres y otras 200 camas para el mismo número de soldados, también pidió la ayuda de mecánicos, dos ómnibus, dos caminiones, un médico con ambulancia chófer y ayudante, coches ligeros para los jefes de Escuadrilla el ruso (Pablo Nesmieyanov) y el español (Pereira), Mientras Pereira aportaría 9 aviones con dotación completa el Capitán esperaba la total colaboración del pueblo pero este fue reacio al principio hasta que poco a poco se fueron cumpliendo la peticiones, en Sisante había varias casas vacías por lo que se tomaron para alojar personal, además de la Iglesia y el Convento que se tomaron para el personal y guardar material y vehículos. 

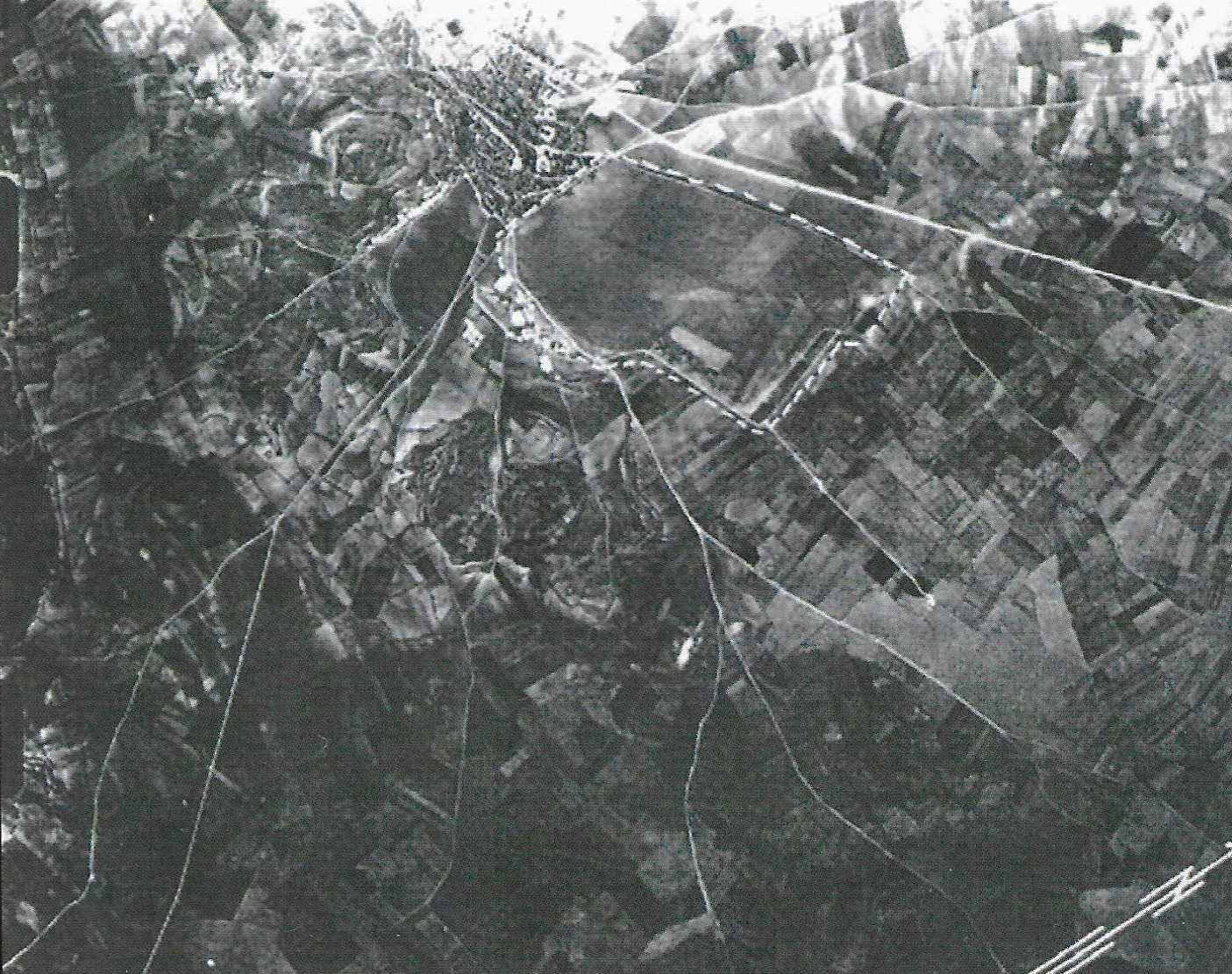
Plano aéreo del Aeródromo de Sisante

Al final el campo quedó preparado par a la llegada de la escuadrilla.

### La llegada de la escuadrilla y el Aeródromo en funcionamiento
Pereira nombrado jefe de la 2.ª Escuadrilla el 1.º de noviembre de 1936 y la escuadrilla llegó por esas fechas a la villa, este hecho fue memorable para todos los vecinos y al ver las máquinas el pueblo fue a verlas en las lindes del paraje de La Hoya. Dos semanas más tarde cuando se presentaron en Sisante, al conocer las misiones que ya se realizaban en el aeródromo, Pablo Nesmieyanov, jefe real de unidad, su jefe de Estado Mayor Radochesky y su intérprete Micha, se recorrieron las instalaciones y se quedaron a vivir en una casa de un familia, requisada por los agentes del Partido Comunista de España, los rusos instalaron en la casa teléfonos, teletipo y Sanidad además de apartar una habitación para el propio Pablo Nesmieyanov. La base de Sisante estaba al completo y en sus instalaciones se encontraban vestuarios, depósito de recambio de motores, podían ser reabastecidos e incluso reparados en el mismo campo con la ayuda de los talleres móviles.

### El cambio de vida de los Sisanteños
Para Sisante, la llegada del Aeródromo, supuso la militarización de la villa, una forma más intensa de vivir la guerra civil. 
Esto se manifestó en la órdenes desde la base para que las tapias no se enjalbeguen sigo que sean pintadas con tierra para dificular la actuación de aviones enemigos, eliminación del alumbrado público, prohibiendo a su vez que se encendieran velas en las casas por la noche o se hicieran hogueras fuera de las casas. El hecho de tener tan cerca un puesto militar dio a la villa una sensación de inseguridad ante el temor de un bombardeo enemigo y aunque Sisante nunca fue bombardeado, el municipio de La Roda a 23 km de distancia, si sufrió el bombardeo de su estación. En más de una ocasión familias sisanteñas durmieron al raso para evitar en caso de bombardeo el derrumbe de los techos o las propias explosiones.
Dentro de la villa, fueron tomadas para uso militar mediante la ley del Ministerio de Hacienda del 29 de septiembre de 1936 sobre bienes incautados, la iglesia (Parroquia de Santa Catalina), convertida en garaje y su campanario en puesto de observación, el convento (Monasterio de Jesús Nazareno Hermanas Clarisas Nazarenas) como cuartel, además algunas casas fueron requisadas para albergar a los jefes y oficiales. La llegada de Jefes y oficiales a las Fuerzas Aéreas del Aeródromo Sisanteño trajo tranquilidad al pueblo que sufría un ambiente tan revolucionario como fueron los primeros meses de la Guerra Civil.

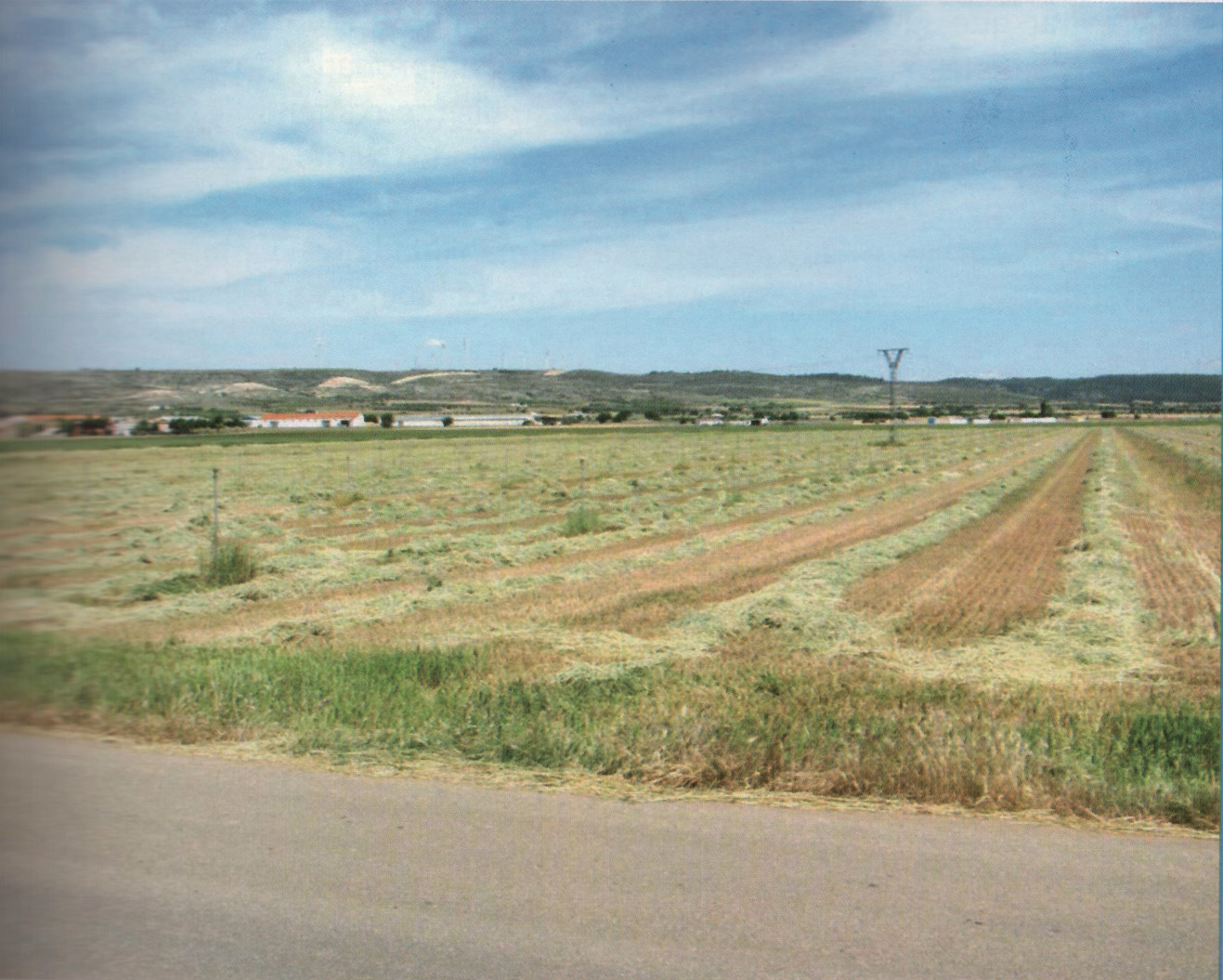
Terreno que ocupaba la pista del Aeródromo de Sisante en la actualidad, ocupado por el trabajo agrícola del cereal.